# Stimmkreis München-Giesing

Stimmkreise in München (seit 2018)

Der Stimmkreis München-Giesing (Stimmkreis 103) ist einer der neun Stimmkreise der Stadt München bei Wahlen zum Bayerischen Landtag und zum Bezirkstag von Oberbayern. Er gehört zum Wahlkreis Oberbayern und umfasst seit der Landtagswahl 2018 die Stadtbezirke 6 (Sendling) und 17 (Obergiesing-Fasangarten), den Stadtbezirk 18 (Untergiesing-Harlaching) ohne die Stadtbezirksviertel 18.11, 18.12 (Untergiesing) sowie den Stadtbezirk 19 (Thalkirchen-Obersendling-Forstenried-Fürstenried-Solln) ohne die Stadtbezirksviertel 19.32, 19.33, 19.35 (Teile von Forstenried) und 19.41 bis 19.44 (Fürstenried). Wahlberechtigt waren 2018 bei der Landtagswahl 123.505 Einwohner.
Der zur Landtagswahl 1998 bestehende Stimmkreis München-Giesing (Sendling, Obergiesing-Fasangarten, Untergiesing-Harlaching) wurde zur Landtagswahl 2003 um Teile des aufgelösten Stimmkreise München-Fürstenried (Thalkirchen, Obersendling, Solln) vergrößert. Zur Landtagswahl 2018 wurde Untergiesing an den neuen Stimmkreis München-Mitte abgegeben.

## Landtagswahl 2023
Zur Landtagswahl 2023 traten folgende Parteien und Direktkandidaten im Stimmkreis München-Giesing an und erzielten folgende Ergebnisse:
| Nr. | Direktkandidat       | Partei           | Erststimmen in % | Gesamtstimmen in % |
| --- | -------------------- | ---------------- | ---------------- | ------------------ |
| 1   | Andreas Lorenz       | CSU              | 25,9             | 26,4               |
| 2   | Gülseren Demirel     | GRÜNE            | 32,6             | 32,8               |
| 3   | Michael Piazolo      | Freie Wähler     | 7,3              | 6,8                |
| 4   | Uli Henkel           | AfD              | 6,8              | 6,8                |
| 5   | Florian von Brunn    | SPD              | 13,1             | 12,5               |
| 6   | Julika Sandt         | FDP              | 5,9              | 5,9                |
| 7   | Franz Haslbeck       | DIE LINKE        | 1,9              | 2,1                |
| 8   | Georg Weiß           | BP               | 0,6              | 0,5                |
| 9   | Verena Hamm          | ÖDP              | 1,8              | 1,8                |
| 10  | Katharina Erdrich    | Die PARTEI       | 1,1              | 1,2                |
| 11  | Stephanie Weiser     | Tierschutzpartei | 1,0              | 1,0                |
| 12  | Anna Simon           | V-Partei³        | 0,2              | 0,2                |
| 13  | -                    | PdH              | -                | 0,2                |
| 14  | Ioannis Katsigiannis | dieBasis         | 0,6              | 0,6                |
| 15  | Rose Frankenreiter   | Volt             | 1,2              | 1,3                |

## Landtagswahl 2018
Bei der Landtagswahl 2018 waren im Stimmkreis 123.505 Einwohner wahlberechtigt. Die Wahl hatte folgendes Ergebnis:
| Direktkandidat        | Partei               | Erststimmen in % | Gesamtstimmen in % |
| --------------------- | -------------------- | ---------------- | ------------------ |
| Andreas Lorenz        | CSU                  | 22,1             | 23,3               |
| Florian von Brunn     | SPD                  | 12,6             | 12,2               |
| Michael Piazolo       | Freie Wähler         | 8,6              | 6,0                |
| Gülseren Demirel      | GRÜNE                | 31,7             | 32,9               |
| Julika Sandt          | FDP                  | 8,5              | 8,3                |
| Renate Cullmann-Reder | LINKE                | 5,0              | 5,4                |
| Uli Henkel            | AfD                  | 6,3              | 6,2                |
| Gwendolyn Böhm        | ÖDP                  | 1,9              | 1,6                |
| Johann Altmann        | BP                   | 1,0              | 0,8                |
| Stephanie Weiser      | Tierschutzpartei     | 0,9              | 0,8                |
| Gerd Bruckner         | Die Partei           | 0,7              | 0,6                |
| Harald Faust          | mut                  | 0,5              | 0,7                |
| Henrik Lange          | V-Partei³            | 0,2              | 0,2                |
| –                     | PIRATEN              | –                | 0,6                |
| –                     | Die Humanisten       | –                | 0,2                |
| –                     | Gesundheitsforschung | –                | 0,1                |
| –                     | LKR                  | –                | 0,0                |

Neben der Wahlkreisgewinnerin Gülserin Demirel (GRÜNE), die das Direktmandat erstmals für ihre Partei gewinnen konnte, wurden die Direktkandidaten von SPD (Florian von Brunn), Freien Wählern (Michael Piazolo), FDP (Julika Sandt) und AfD (Uli Henkel) über die Bezirkslisten ihrer Parteien in den Landtag gewählt. Der bisherige Wahlkreisabgeordnete Andreas Lorenz (CSU), der seit 2008 Landtagsabgeordneter war, verpasste nach dem Verlust des Direktmandates den Wiedereinzug in das Parlament.

## Frühere Wahlen

### Landtagswahl 2013
Bei der Landtagswahl am 15. September 2013 waren 130.619 Einwohner wahlberechtigt. Die Wahlbeteiligung lag bei 63,4 %. Die Wahl hatte folgendes Ergebnis:
| Direktkandidat      | Partei       | Erststimmen in % | Gesamtstimmen in % | Veränderung der Gesamtstimmen im Vergleich zur Landtagswahl 2008 in % |
| ------------------- | ------------ | ---------------- | ------------------ | --------------------------------------------------------------------- |
| Andreas Lorenz      | CSU          | 33,8             | 34,3               | +3,9                                                                  |
| Florian von Brunn   | SPD          | 29,1             | 31,8               | +4,4                                                                  |
| Michael Piazolo     | Freie Wähler | 7,6              | 5,8                | + 1,4                                                                 |
| Thomas Pfeiffer     | GRÜNE        | 14,1             | 13,5               | - 2,4                                                                 |
| Julika Sandt        | FDP          | 5,6              | 5,5                | - 7,2                                                                 |
| Kerstin Weiß        | LINKE        | 3,0              | 2,7                | - 2,9                                                                 |
| Birgit Oswald       | ÖDP          | 1,3              | 1,5                | + 0,5                                                                 |
| Reinhard Hornberger | REP          | 0,8              | 0,6                | + 0,1                                                                 |
| Ulrich Leischner    | BP           | 2,1              | 1,8                | + 0,6                                                                 |
| -                   | BüSo         | -                | 0,0                | - 0,0                                                                 |
| Roland Jungnickel   | PIRATEN      | 2,6              | 2,4                | + 2,4                                                                 |
| –                   | DIE FREIHEIT | –                | 0,2                | + 0,2                                                                 |

### Landtagswahl 2008
Bei der Landtagswahl 2008 waren im Stimmkreis 126.676 Einwohner wahlberechtigt. Die Wahlbeteiligung lag bei 57,2 %. Andreas Lorenz errang das Direktmandat im Stimmkreis 103 mit 30,4 Prozent der Erststimmen. Nächstplatzierte war die SPD-Direktkandidatin Adelheid Rupp mit 27,9 Prozent der Erststimmen. Bei den Gesamtstimmen des Stimmkreises (Erst- und Zweitstimmen zusammen) erreichte die CSU 30,3 Prozent, die SPD 27,4 Prozent, Grüne 15,9 Prozent und die FDP 12,7 Prozent.

### Landtagswahl 2003
Bei der Wahl am 21. September 2003 errang Joachim Haedke (CSU) das Direktmandat im Stimmkreis 103 mit 46,0 Prozent der Erststimmen. Nächstplatzierte war die SPD-Direktkandidatin Adelheid Rupp mit 32,4 Prozent der Erststimmen. Bei den Gesamtstimmen des Stimmkreises (Erst- und Zweitstimmen zusammen) erreichte die CSU 47,5 Prozent, die SPD 30,5 Prozent, Grüne 12,8 Prozent und die FDP 4,3 Prozent.

### Landtagswahl 1998
Bei der Landtagswahl 1998 erzielte die CSU im Stimmkreis 46,7 Prozent der Gesamtstimmen (Erst- und Zweitstimmen zusammen), die SPD 33,1 Prozent, Grüne 10,1 Prozent und die FDP 2,8 Prozent.